# قاضی پایین
قاضی پایین، روستایی از توابع بخش سلفچگان شهرستان قم در استان قم در ایران است.

## جمعیت
این روستا در دهستان راهجرد شرقی قرار دارد و براساس سرشماری مرکز آمار ایران در سال ۱۳۸۵، جمعیت آن ۲۹۰ نفر (۸۱خانوار) بوده است.